# 白叶风毛菊
白叶风毛菊（学名：Saussurea leucophylla）是菊科风毛菊属的植物。分布在俄罗斯、塔吉克斯坦、哈萨克斯堤以及中国大陆的新疆等地，生长于海拔2,600米至3,800米的地区，多生长在山坡，目前尚未由人工引种栽培。